# Herwig Zöttl
Herwig Zöttl (* 21. August 1972 in Wien) ist ein österreichischer Politiker der Liste Fritz Dinkhauser (FRITZ). Vom 25. Oktober 2022 bis September 2024 war er Abgeordneter zum Tiroler Landtag.

## Leben

### Ausbildung und Beruf
Herwig Zöttl besuchte nach der Volksschule Schubertschule in Wien 9 das Schottengymnasium und die HTL Wien 10, wo er 1993 maturierte. Anschließend absolvierte er den Präsenzdienst als Einjährig-Freiwilliger in Wals-Siezenheim. Von 1994 bis 1998 studierte er Architektur in Wien und bis 2003 in Innsbruck, 2001 besuchte er das Management Center Innsbruck. Von 2003 bis 2005 absolvierte er die Werbe Design Akademie in Innsbruck. Ab 2002 war er selbständig mit einer Veranstaltungsagentur tätig, 2005 wurde er Geschäftsführer von Heumandl – Kommunikation & Media, 2013 gründete er einen Coworking Space in Innsbruck.
Er ist Mitglied der katholischen Studentenverbindungen KAV Danubia Wien-Korneuburg (seit 1995) und KÖHV Alpinia Innsbruck (seit 2000), jeweils im ÖCV.

### Politik
Von 2004 bis 2017 war er Mitglied der Stadtteilvertretung in Innsbruck-Igls, der er seit 2018 erneut angehört. Bei der Landtagswahl 2022 gewann die Liste Fritz ein drittes Mandat hinzu. Am 25. Oktober 2022 wurde Zöttl neben den bisherigen Abgeordneten Andrea Haselwanter-Schneider und Markus Sint in der konstituierenden Landtagssitzung der XVIII. Gesetzgebungsperiode als dritter Abgeordneter der Liste Fritz im Tiroler Landtag angelobt, wo er Mitglied im Ausschuss für Sicherheit, Gesellschaft, Generationen, Freizeit und Sport, im Ausschuss für Arbeit, Wirtschaft, Industrie, Tourismus, Digitalisierung und Technologie	sowie im Ausschuss für Föderalismus, Europäische Integration und Europaregion Tirol	wurde. Im September 2024 legte er sein Mandat aufgrund eine Erkrankung zurück, sein Mandat ging an Gabriele Madersbacher . Im Juni 2025 wurde seine Rückkehr in den Landtag bekannt.